# Musée en plein air du chemin de fer forestier à Janów Lubelski
 (janvier 2022).
Si vous disposez d'ouvrages ou d'articles de référence ou si vous connaissez des sites web de qualité traitant du thème abordé ici, merci de compléter l'article en donnant les références utiles à sa vérifiabilité et en les liant à la section « Notes et références ».
Le Musée en plein air du chemin de fer forestier à Janów Lubelski – est un musée technique en plein air dont le siège se situe à la périphérie de Janów Lubelski sous l’administration du district forestier Janów Lubelski.

## Histoire
Le musée a été ouvert en octobre 2000. Il abrite les objets exposés de technique, concernant le fonctionnement du chemin de fer forestier dans les forêts de Janów entre 1941 et 1984, circulant entre Biłgoraj et le village de Lipa (district de Stalowa Wola). Le dernier segment de la voie ferrée (de Lipa à Szklarnia) a été démonté en 1988. Quand le chemin de fer a cessé de fonctionner, à partir de 1984 la partie du matériel roulant a été exposée sur le terrain de l’ancien dépôt à Szklarnia. Cependant, faute de surveillance, il y avait beaucoup d’incidents de déprédation. En 1999, le matériel roulant a été transféré à Janów Lubelski, où il a été rénové par la Fondation des chemins de fer à voie étroite de Pologne (pol. Fundacja Polskich Kolei Wąskotorowych).

## Collection
Dans l’exposition du musée se trouvent les locomotives : une locomotive à vapeur Las47 et une locomotive Diesel WLs50 et les wagons : les wagons avec ranchers pour le débardage, la plateforme, les wagons pour le transport de travailleurs, le wagon-trémie, la citerne, la plateforme avec un chasse-neige et la benne.

## Service
Le musée en plain air est ouvert chaque jour, tout au long de l’année. L’entrée est gratuite.